# Alexander Issatschenko (Sprachwissenschaftler)
Alexander Issatschenko (auch Isačenko, ursprünglich russisch Александр Васильевич Исаченко/Alexander Wassiljewitsch Issatschenko; * 21. Dezember 1910jul. / 3. Januar 1911greg. in St. Petersburg; † 19. März 1978 in Klagenfurt) war ein österreichischer Sprachwissenschaftler russischer Abstammung.
Issatschenko war der Sohn eines Rechtsanwalts, der nach der Oktoberrevolution nach Österreich emigrierte. Nach dem Abitur studierte er in Wien bei Nikolai Sergejewitsch Trubetzkoy (dessen älteste Tochter Jelena er später heiratete) Slawistik. Nach dem Examen im Jahr 1933 unterrichtete er von 1935 bis 1938 in Wien und von 1939 bis 1941 in Ljubljana, wo er 1939 mit einer Arbeit über die slowenischen Dialekte Kärntens habilitierte. Ab 1941 lebte und arbeitete er in Bratislava, zunächst als Professor für Russisch an der dortigen Handelshochschule, ab 1945 an der Comenius-Universität in Bratislava,  dort als Professor für Slawistik. Von 1955 bis 1960 war er Professor für Slawistik an der Universität Olmütz, von 1960 bis 1965 Leiter der Arbeitsstelle für Strukturelle Grammatik der Deutschen Akademie der Wissenschaften in Ost-Berlin. Von 1965 bis 1968 leitete er die linguistische Abteilung des Instituts für Sprachen und Literaturen der Tschechoslowakischen Akademie der Wissenschaften in Prag. Im August 1968 beschloss er, von einem Aufenthalt in Österreich nicht in die Tschechoslowakei zurückzukehren, und war dann von 1968 bis 1971 Professor an der UCLA. Von 1971 bis zu seinem Tod lehrte er als Ordinarius für Allgemeine Sprachwissenschaft in Klagenfurt und lebte die letzten Jahre in Klagenfurt und  Dobrova (Jauntal, Kärnten).
Von 1964 bis 1969 war er korrespondierendes Mitglied der Deutschen Akademie der Wissenschaften zu Berlin.